# Taraxacum brachyrhynchum
Taraxacum brachyrhynchum, trajnica, vrsta maslačka, endem je otoka Jan Mayen. Vrsta je opisana 1964.